# Ecuador en los Juegos Paralímpicos de París 2024
Ecuador estuvo representado en los Juegos Paralímpicos de París 2024 por un total de catorce deportistas, nueve mujeres y cinco hombres.

## Medallistas
El equipo paralímpico ecuatoriano obtuvo las siguientes medallas:
| Nombre          | Deporte   | Evento                         |
| --------------- | --------- | ------------------------------ |
| Oro             |           |                                |
| Kiara Rodríguez | Atletismo | 100 m T47 femenino             |
| Kiara Rodríguez | Atletismo | Salto de longitud T47 femenino |
| Plata           |           |                                |
| —               |           |                                |
| Bronce          |           |                                |
| Estefany López  | Atletismo | Disco F41 femenino             |
| Poleth Méndes   | Atletismo | Peso F20 femenino              |
| Sixto Moreta    | Atletismo | 5000 m T13 masculino           |